# Jacques Becker
Jacques Becker (Paris, 15 de setembro de 1906 - Paris, 21 de fevereiro de 1960) foi um cineasta francês, autor de alguns filmes que se tornaram famosos na década de 1950.

## Biografia
Foi durante algum tempo, entre 1931 e 1939, assistente de Jean Renoir que conheceu ainda bastante jovem no seio da sua família. Prosseguiu a via realista do seu mestre, acrescentando um toque pessoal de minúcia ao tratamento das suas películas. A sua obra reflecte, no geral, um olhar sobre a França dos anos 40 e 50, tendo abordado aspectos como a vida dos camponeses em Goupi Mains Rouges, da alta costura parisiense em Falbalas, da classe média suburbana em Antoine et Antoinette, a vida intelectual de Saint-Germain-des-Prés em Rendez-vous de juillet, ou o mundo do espectáculo na Belle Époque em Casque d'or.
Em 1954 dirige Touchez pas au grisbi, filme que, pela acção e pela densidade dos ambientes e das personagens, abriu caminho à subsequente série de produções de filme noir de que o cinema francês foi fértil nas décadas de 50 e 60. Teve menos sucesso na sua incursão do mundo de aventuras de Ali Baba et les quarante voleurs, marcado pela interpretação do comediante Fernandel. Após a sua morte, foi votado a um certo esquecimento, quando comparado com os grandes nomes do cinema francês da sua geração.
É pai do também realizador francês Jean Becker. 

## Filmografia
- 1935 : Tête de turc
- 1935 : Le commissaire est bon enfant, le gendarme est sans pitié
- 1936 : La vie est à nous
- 1940 : L'Or du Cristobal
- 1942 : Dernier Atout
- 1943 : Goupi Mains Rouges...(br: "Mãos vermelhas")
- 1945 : Falbalas...(br: "Nas rendas da sedução" / pt: "Noivado sangrento")
- 1947 : Antoine et Antoinette...(pt: "O Tonio e a Toninhas")
- 1949 : Rendez-vous de juillet
- 1951 : Édouard et Caroline...(pt: "Eduardo e Carolina")
- 1952 : Casque d'or...(pt: "Aquela loira")
- 1953 : Rue de l'Estrapade...(br: "Brincando de ciúmes" / pt: "História Parisiense")
- 1954 : Touchez pas au grisbi...(br: "Grisbi, Ouro Maldito" / pt: "O último golpe")
- 1954 : Ali Baba et les quarante voleurs...(pt: "Ali Baba e os 40 ladrões")
- 1957 : Les Aventures d'Arsène Lupin...(br/pt: "As aventuras de Arsène Lupin")
- 1958 : Montparnasse 19...(pt: "O vagabundo de Montparnasse")
- 1960 : Le Trou...(br: "A um passo da liberdade" / pt: "O buraco")